# Hinea lineata
Hinea lineata är en snäckart som först beskrevs av E. M. da Costa 1778.  Hinea lineata ingår i släktet Hinea och familjen Planaxidae. Inga underarter finns listade i Catalogue of Life.